# كأس إسكتلندا 1949–50
كأس اسكتلندا 1949–50 (بالإنجليزية: 1949–50 Scottish Cup)‏ هو موسم من كأس اسكتلندا. فاز فيه نادي رينجرز.